# Heathers (série de televisão)
Heathers é uma série de televisão americana de humor negro, criada por Jason Micallef, que estreou em 25 de outubro de 2018 no Paramount Network. Sua primeira temporada, uma reinicialização moderna do filme de mesmo nome de 1988 escrito por Daniel Waters, segue a estudante do ensino médio Veronica Sawyer (interpretada por Grace Victoria Cox) e seus conflitos com uma camarilha auto-intitulada composta por três colegas que compartilham o nome Heather. A série pretendia ser uma antologia, com cada temporada ocorrendo em um cenário completamente diferente do filme original.
A série estava originalmente em desenvolvimento para a TV Land, mas foi transferida para a lista de lançamentos de 2018 da sua rede irmã Paramount Network, com uma estréia prevista para março de 2018. Na sequência do tiroteio do Massacre na Stoneman Douglas High School e do programa assunto, a Paramount Network adiou a estreia para julho de 2018. No entanto, em 1 de junho de 2018, a empresa controladora da Paramount Network, Viacom, retirou Heathers inteiramente devido à preocupação contínua com seu conteúdo e relação com acontecimentos trágicos nos Estados Unidos.
Apesar do cancelamento da estréia nos Estados Unidos, a série já havia sido vendida nos mercados internacionais, onde foi estreada conforme programado anteriormente em sua versão original de 10 episódios. Foi ao ar pela primeira vez em 11 de julho de 2018, na HBO Europe em territórios europeus selecionados.
Em 4 de outubro de 2018, foi anunciado que a série estrearia nos Estados Unidos em 25 de outubro de 2018, na Paramount Network ao longo de cinco noites. A série teve seu conteúdo editado pelo canal de televisão, resultando em vários cortes e o número de episódios sendo reduzido de 10 para 9, com os dois episódios finais originais combinados em um.
Apesar dos relatos dos escritores de que uma segunda temporada, Heathers: Revolution, tinha um roteiro completo, o presidente da Paramount Network, Kent Alterman, anunciou em uma entrevista em 1 de maio de 2019 que não havia planos de continuar Heathers após sua primeira e única temporada.

## Premissa
Em Sherwood, Ohio, Veronica Sawyer (Grace Victoria Cox) faz parte da camarilha mais popular e poderosa da Westerberg High School, "The Heathers", liderada por Heather Chandler (Melanie Field), uma garota rica que é bastante famosa nas mídias sociais por seus posts positivos sobre o corpo e por suas colegas Heather Duke (Brendan Scannell) e Heather McNamara (Jasmine Mathews).
Mas um dia, Veronica percebe que, ao contrário de suas amigas, ela não sabe quem ela é. Ela se descreveu como uma "pessoa boa", mas às vezes tem moral questionável. Ela também é muito ciumenta das "The Heathers", um ciúme que se transforma em ódio por Heather Chandler.
Com a ajuda de um novo aluno, um estranho rebelde chamado Jason "J.D." Dean (James Scully), Veronica começa a planejar sua vingança contra Heather Chandler.
O ano letivo de Veronica começa a tomar um rumo mais sombrio e violento, e uma pergunta será feita: Veronica é realmente a "pessoa boa" e as "The Heathers" as "pessoas más" nesta versão da história?

## Elenco
- Grace Victoria Cox como Veronica Sawyer
- Melanie Field como Heather Chandler
- James Scully como Jason "JD" Dean
- Brendan Scannell como Heather "Heath" Duke
- Jasmine Mathews como Heather McNamara